# Liste des ambassadeurs du Royaume-Uni en Guinée
L' ambassadeur du Royaume-Uni en Guinée est le principal représentant diplomatique du Royaume-Uni en République de Guinée et le chef de la mission diplomatique du Royaume-Uni à Conakry. 

## Historique
La République de Guinée (anciennement connue sous le nom de Guinée française ) a déclaré son indépendance de la république de France le 2 octobre 1958, et l'ambassadeur du Royaume-Uni au Libéria (en), Guy Clarke, a également été accrédité en Guinée en 1959 jusqu'à l'arrivée du premier ambassadeur résident en 1960. En 1965, la mission a été brièvement associée au Mali avant une rupture des relations diplomatiques; lorsque les relations ont repris en 1970, la mission a été combinée avec le Sénégal jusqu'en 2000 et avec la Sierra Leone jusqu'en 2003.

## Liste des chefs de mission

### Ambassadeurs
- 1959-1960 : Guy Clarke (non-résident)
- 1960-1962 : Donald Logan (en)
- 1962-1965 : Hilary William King
- 1965 : John Waterfield (non-résident)
- 1965-1970: relations diplomatiques rompues à propos de la Rhodésie
- 1970-1971 : John Tahourdin (non-résident)
- 1971-1973 : Ivor Porter (en) (non-résident)
- 1973-1976 : Denzil Dunnett (non-résident)
- 1976-1979 : John Powell-Jones (non-résident)
- 1979-1982 : William Squire (non-résident)
- 1982-1985 : Laurence O'Keeffe (en) (non-résident)
- 1985–1990 : John Macrae (en) (non-résident)
- 1990–1993: Roger Beetham (en) (non-résident)
- 1993–1997 : Alan Furness (non-résident)
- 1997–2000 : David Snoxell (non-résident)
- 2000–2003 : Alan Jones (en) (non-résident)
- 2003–2004 : Hélène Corne [1]
- 2004-2008 : John McManus [2]
- 2008–2011 : Ian Felton [3]
- 2011-2015 : Styles de Graham [4]
- 2015 : Ian Richards (diplomate) ( chargé d'affaires ) [5]
- 2015-2019 Catherine Inglehearn [6]
- 2019– 2019[Depuis quand ?]  : David Mc Ilroy (en) [7]